# Dušan Kéketi
Dušan Keketi est un footballeur tchécoslovaque puis slovaque né le 24 mars 1951. Il évoluait au poste de gardien de but.

## Biographie

### En club
Avec le club du Spartak Trnava, il joue 10 matchs en Coupe d'Europe des clubs champions. Il remporte trois titres de champion de Tchécoslovaquie et deux Coupes de Tchécoslovaquie avec cette équipe.

### En équipe nationale
International tchécoslovaque, il reçoit 7 sélections en équipe de Tchécoslovaquie entre 1973 et 1980. 
Il joue son premier match en équipe nationale le 28 mars 1973 contre l'Allemagne de l'Ouest et son dernier le 26 mars 1980 contre la Suisse.
Il fait partie du groupe tchécoslovaque lors de l'Euro 1980, sans toutefois jouer de matchs durant la compétition.

## Carrière
- 1969-1976 :  Spartak Trnava
- 1976-1977 :  Dukla Banská Bystrica
- 1977-1983 :  Spartak Trnava
- 1983-1986 :  Austria Klagenfurt

## Palmarès
Avec le Spartak Trnava :
- Champion de Tchécoslovaquie en 1971, 1972 et 1973
- Vainqueur de la Coupe de Tchécoslovaquie en 1971 et 1975

Avec la Tchécoslovaquie :
- Troisième de l'Euro 1980